# 太平洋臀纹粉介壳虫
太平洋臀纹粉介壳虫（學名：Planococcus minor），又名番石榴粉介殼蟲，是粉介壳虫科臀纹粉蚧属的昆蟲。根據生物物种名录（COL），本物種並沒有亞種。